# 新耶稣教堂

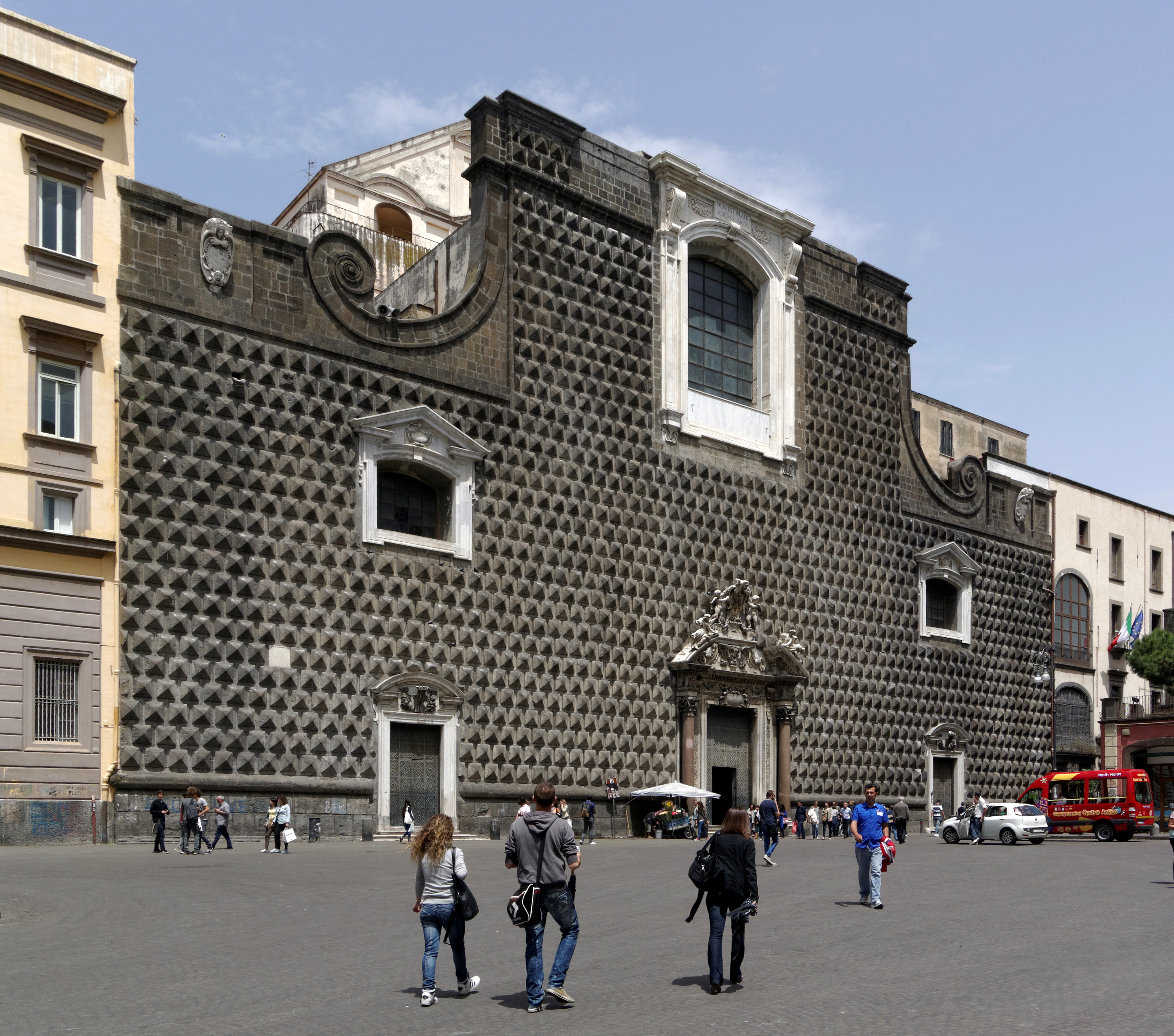
新耶稣教堂

新耶稣教堂（Gesù Nuovo）是意大利南部城市那不勒斯的一座天主教教堂。教堂前的新耶稣广场上有3座地标建筑：新耶稣教堂、圣基娅拉教堂和无玷圣母方尖碑（Obelisco dell'Immacolata）。它们恰好位于古城区的西部边界外侧。广场的形成是16世纪西班牙总督统治时期城市向西扩展的结果。
新耶稣教堂起初是1470年建造的一座宫殿。1580年代因政治阴谋而被没收，以45,000达克特的价钱出售给耶稣会，改建为教堂，此前耶稣会在那不勒斯已有一座耶稣教堂，因此命名为新耶稣教堂。1767年耶稣会被驱逐出那不勒斯，教堂交给方济各会。1821年耶稣会返回。其立面与众不同，较巴洛克教堂简单。
Template:那不勒斯地标